# Anthony James
Anthony James (* 22. Juli 1942 in Myrtle Beach, South Carolina als James Anthony; † 26. Mai 2020 in Massachusetts) war ein US-amerikanischer Schauspieler und Künstler. Der aufgrund seines Äußeren oft in Schurkenrollen besetzte James zog sich Anfang der 90er Jahre von der Schauspielerei zurück und trat seitdem vor allem als Maler in Erscheinung.

## Leben und Karriere
Anthony James wurde 1942 als einziges Kind des 1940 während des Zweiten Weltkriegs aus Griechenland emigrierten Ehepaars George Anthony (1893–1951) und Marika Palla Anthony (1913–2008) in Myrtle Beach an der Atlantikküste geboren. Sein Vater, der ein Restaurant betrieb, starb bereits 1951.
James zog zusammen mit seiner Mutter 1960 nach Hollywood, um dort eine Schauspielkarriere zu beginnen. Da die Screen Actors Guild bereits einen Schauspieler namens James Anthony gelistet hatte, konnte er unter seinem Geburtsnamen nicht tätig werden. So vertauschte er den Vor- mit dem Familiennamen.
Erst nach einigen Jahren gelang es ihm, kleinere Rollen in Fernsehserien zu bekommen. So hatte er zunächst mehrere Gastauftritte in der CBS-Westernserie Rauchende Colts während des großen Western-Hypes im Fernsehen. Seine erste wichtige Rolle erhielt er 1967 in In der Hitze der Nacht an der Seite von Sidney Poitier und Rod Steiger. Obwohl er im Oscar-prämierten Film nur einen Kurzauftritt als des Mordes überführter Restaurantmitarbeiter Ralph hatte, eröffnete ihm dies den Weg zu größeren Projekten. Er blieb jedoch auch später vor allem auf die Darstellung bösartiger Psychopathen oder sonstige Schurkenrollen festgelegt. Ein wesentliches Merkmal dafür war sein äußerliches Erscheinungsbild: Schmal, hochgewachsen und mit zahlreichen Narben auf den Wangen, die von einer Windpocken-Erkrankung in seiner Jugend stammten.
Weitere Filmauftritte folgten im Western Der Gnadenlose (1968) neben George Peppard sowie in der Westernkomödie Sam Whiskey (1969). James ist auch für seine Rolle als einer der Lynch-Gangster in Ein Fremder ohne Namen (1973) von Clint Eastwood bekannt. Außerdem war er in den Filmen Landhaus der toten Seelen (1976), Das fliegende Auge (1983) und Alpträume (1983) zu sehen. In der Slapstick-Komödie Die nackte Kanone 2½ (1991) konnte er sein Schurken-Image mit einem überdrehten Auftritt als Killer Hector Savage parodieren und dabei auch sein komödiantisches Talent unter Beweis stellen. Des Weiteren übernahm James diverse Gastrollen in den Serien Bonanza, High Chaparral, Columbo sowie in der ABC-Sitcom Holmes & Yoyo (1976) sowie der CBS-Sitcom Die Schöne und das Biest (1987) mit Ron Perlman und Linda Hamilton. Insgesamt wirkte er an mehr als 70 Film- und Fernsehproduktionen mit.
Bereits in den frühen 1990er Jahren zog sich Anthony James nach seiner letzten Filmrolle als Bordellbesitzer Skinny Dubois in Clint Eastwoods Western Erbarmungslos aus dem Filmgeschäft zurück, obwohl er zu diesem Zeitpunkt erst 50 Jahre alt war. Kurioserweise erhielten damit sowohl sein letzter (Erbarmungslos) als auch sein erster Kinofilm (In der Hitze der Nacht) den Oscar als Bester Film. Er lebte seit 1994 an der amerikanischen Ostküste in der Nähe von Boston, Massachusetts und war vor allem künstlerisch tätig. Seine Werke wurden vielfach in den Vereinigten Staaten ausgestellt. Im Jahre 2014 veröffentlichte er seine Autobiografie Acting My Face: A Memoir.
Er starb im Mai 2020 im Alter von 77 Jahren im Bundesstaat Massachusetts an einer Krebserkrankung.

## Filmografie (Auswahl)
- 1966: T.H.E. Cat (Fernsehserie, eine Folge)
- 1967: In der Hitze der Nacht (In the Heat of the Night)
- 1967/1969: Big Valley (Fernsehserie, zwei Folgen)
- 1967–1969: Rauchende Colts (Fernsehserie, sieben Folgen)
- 1968: Columbo: Mord nach Rezept (Prescription: Murder) (Pilotfilm)
- 1968: Der Gnadenlose (P.J.)
- 1969: Sam Whiskey
- 1970: …tick… tick… tick…
- 1970: Bonanza (Fernsehserie, eine Folge)
- 1971: Fluchtpunkt San Francisco (Vanishing Point)
- 1972: Greenhorn (The Culpepper Cattle Co.)
- 1973: Ein Fremder ohne Namen (High Plains Drifter)
- 1973: Die Straßen von San Francisco (Fernsehserie, eine Folge)
- 1974: Der Dritte bringt den Tod (The Teacher)
- 1976: Reich und Arm (Fernseh-Miniserie)
- 1976: Landhaus der toten Seelen (Burnt Offerings)
- 1976: Drei Engel für Charlie (Charlie’s Angels, Fernsehserie, Folge „Engel in Ketten“)
- 1978: Der Sieg der Sternenkinder (Return from Witch Mountain)
- 1979/1981: Buck Rogers (Fernsehserie, drei Folgen)
- 1981: Soggy Bottom, U.S.A.
- 1982: Wacko… da wackelt die Bude (Wacko)
- 1983: Das fliegende Auge (Blue Thunder)
- 1983: Alpträume (Nightmare)
- 1984: Knight Rider (Fernsehserie, eine Folge)
- 1984: V – Die außerirdischen Besucher kommen (V, Fernsehserie, eine Folge)
- 1984–1986: Das A-Team (Fernsehserie, drei Folgen)
- 1985: Hunter (Fernsehserie, Folge 2x12: Blow-Up)
- 1985: Trio mit vier Fäusten (Fernsehserie, Folge 2x12: Prisoner Of War)
- 1986: Sledge Hammer! (Fernsehserie, Folge 1x16:  Color of Hammer)
- 1987: Lost World – Die letzte Kolonie (World Gone Wild)
- 1988: Raumschiff Enterprise – Das nächste Jahrhundert (Fernsehserie, eine Folge)
- 1991: Die nackte Kanone 2½ (The Naked Gun 2½: The Smell of Fear)
- 1991: Eine schrecklich nette Familie (Fernsehserie, eine Folge)
- 1992: Erbarmungslos (Unforgiven)

## Schriften
- Language of the Heart. Journey Editions, 1994, ISBN 978-1-885203-05-2.
- Acting My Face. A Memoir. University Press of Mississippi, 2014, ISBN 978-1-61703-985-0.